# جوناثان ريتشارد
جوناثان ريتشارد (بالهولندية: Jonathan Richard)‏ (21 يونيو 1991 بأمستردام في هولندا - ) هو لاعب كرة قدم هولندي في مركز الوسط.

## وصلات خارجية
- جوناثان ريتشارد على موقع قاعدة بيانات كرة القدم.إي يو (الإنجليزية)
- جوناثان ريتشارد على موقع ناشيونال فوتبول تيمز (الإنجليزية)
- جوناثان ريتشارد على موقع Soccerway.com (الإنجليزية)